# سیم (آستارا)
سیم (به ترکی آذربایجانی: Sım یا Sym) یک منطقه مسکونی در جمهوری آذربایجان است که در شهرستان آستارا (جمهوری آذربایجان) واقع شده است. سیم از دورافتاده‌ترین روستاهای شهرستان آستارا است. سیم ۵۸۲ نفر جمعیت دارد. مردم روستا تالش زبان و پیرو مذهب سنی شافعی هستند.

## ریشه واژه
در برخی منابع به‌زبان‌های فارسی و تالشی از آن با نام صم یاد شده است. واژه سیم یا سم در زبان تالشی به‌معنی مکان مرتفع و شیب‌دار است.

## جغرافیا
این روستا که در کناره رود تنگرود قرار گرفته، به‌دلیل چشمه‌های درمانی و آبشارهای فراوان خود مشهور است.

## نگارخانه

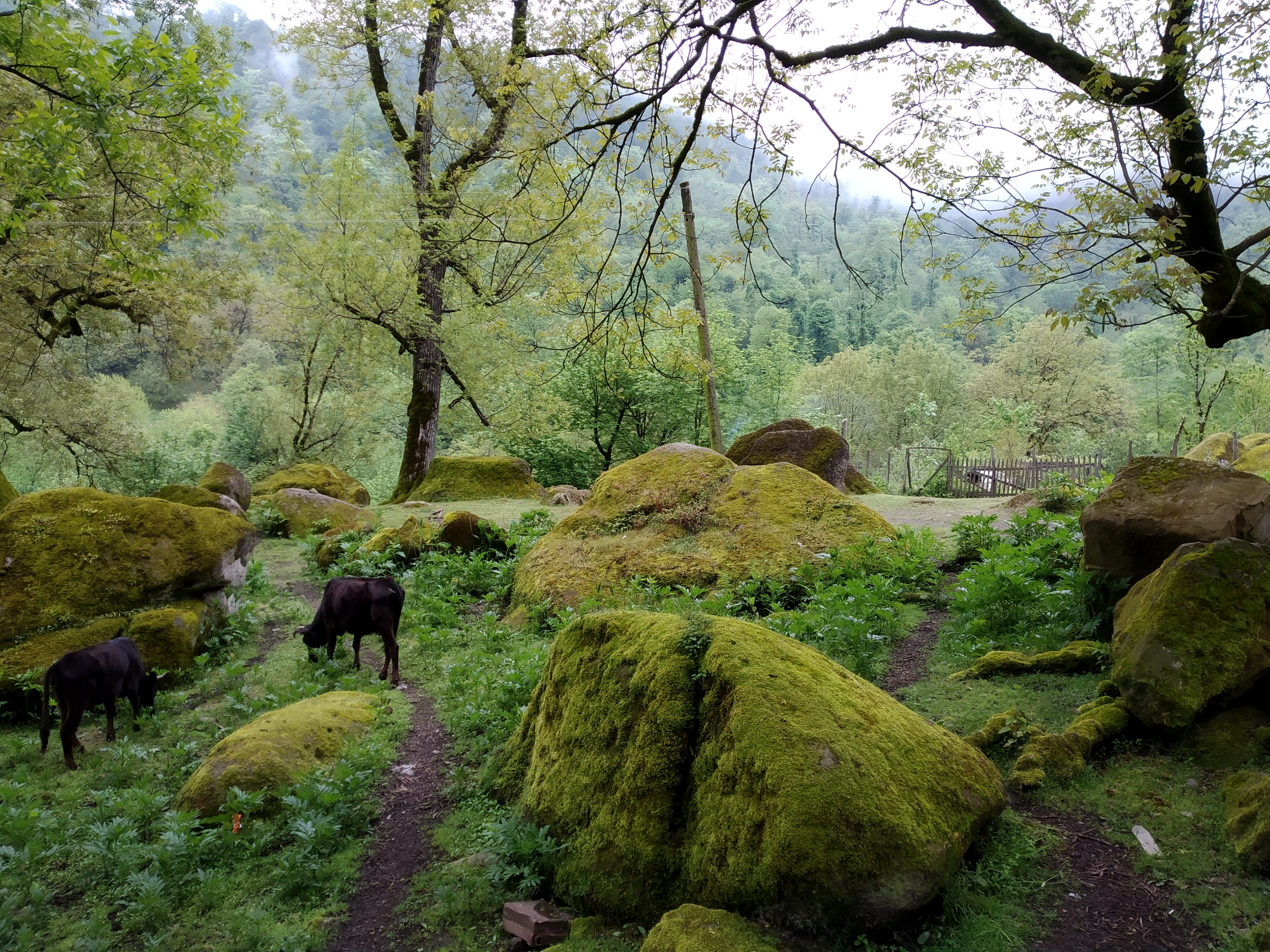
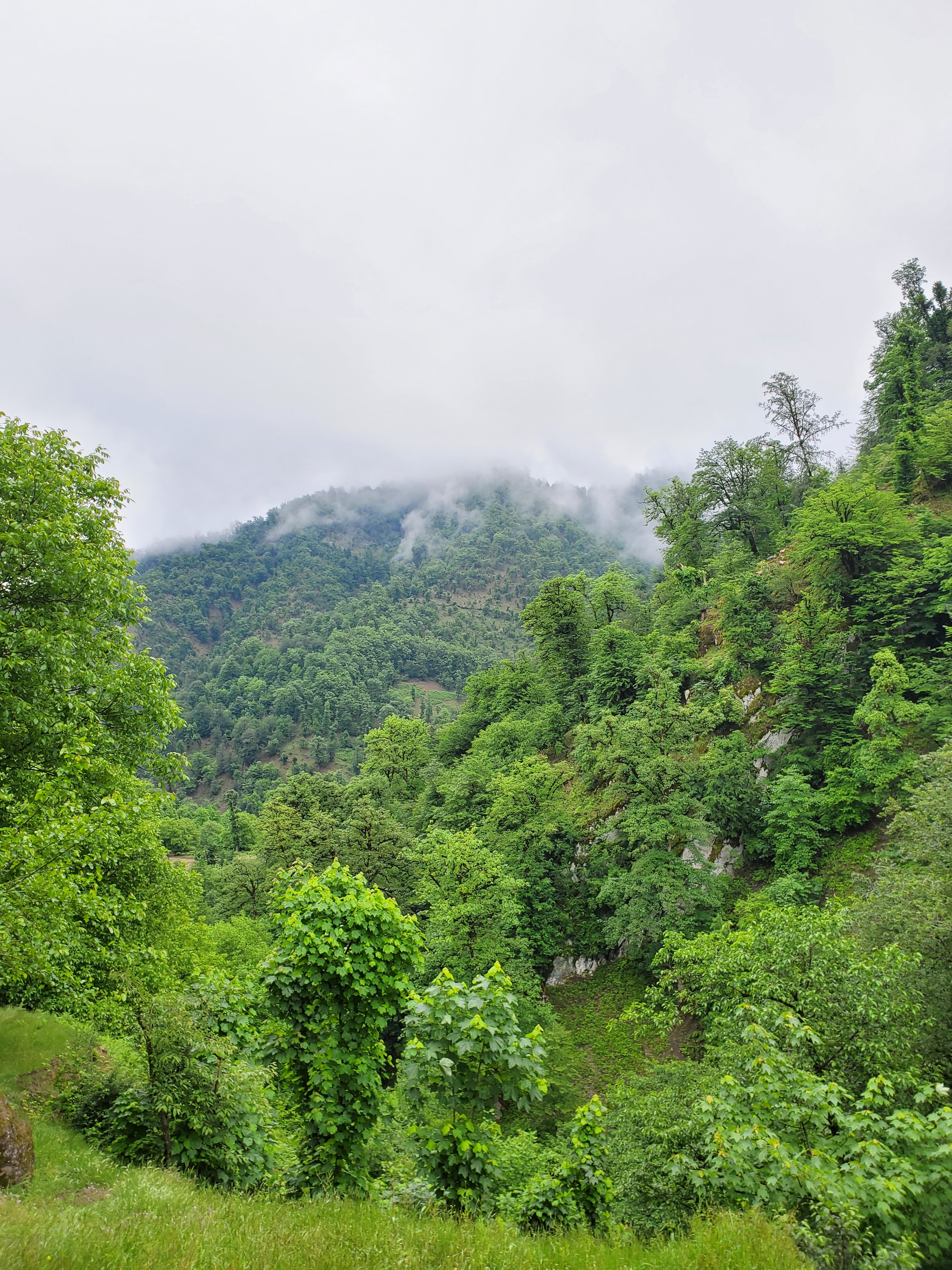
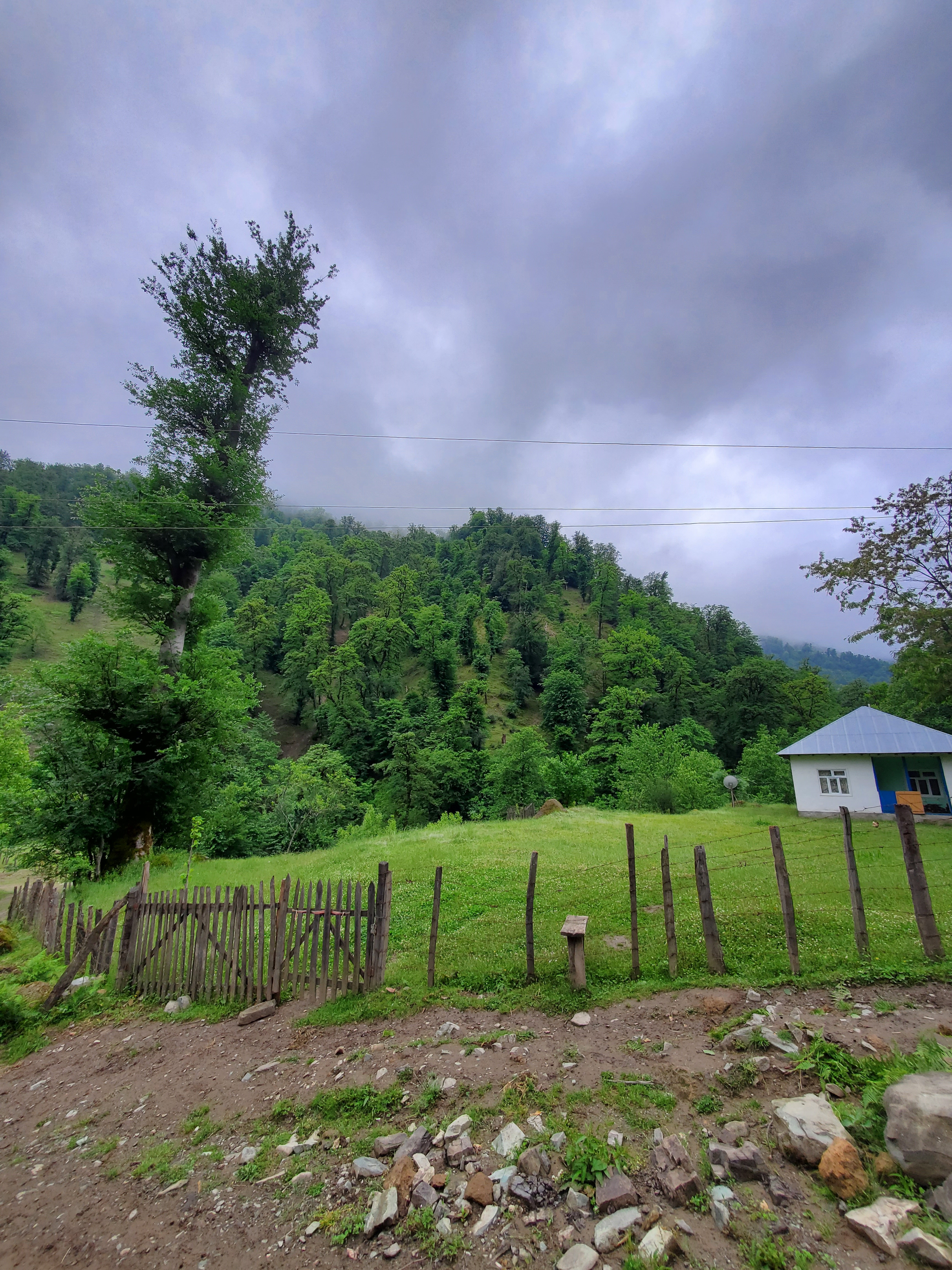
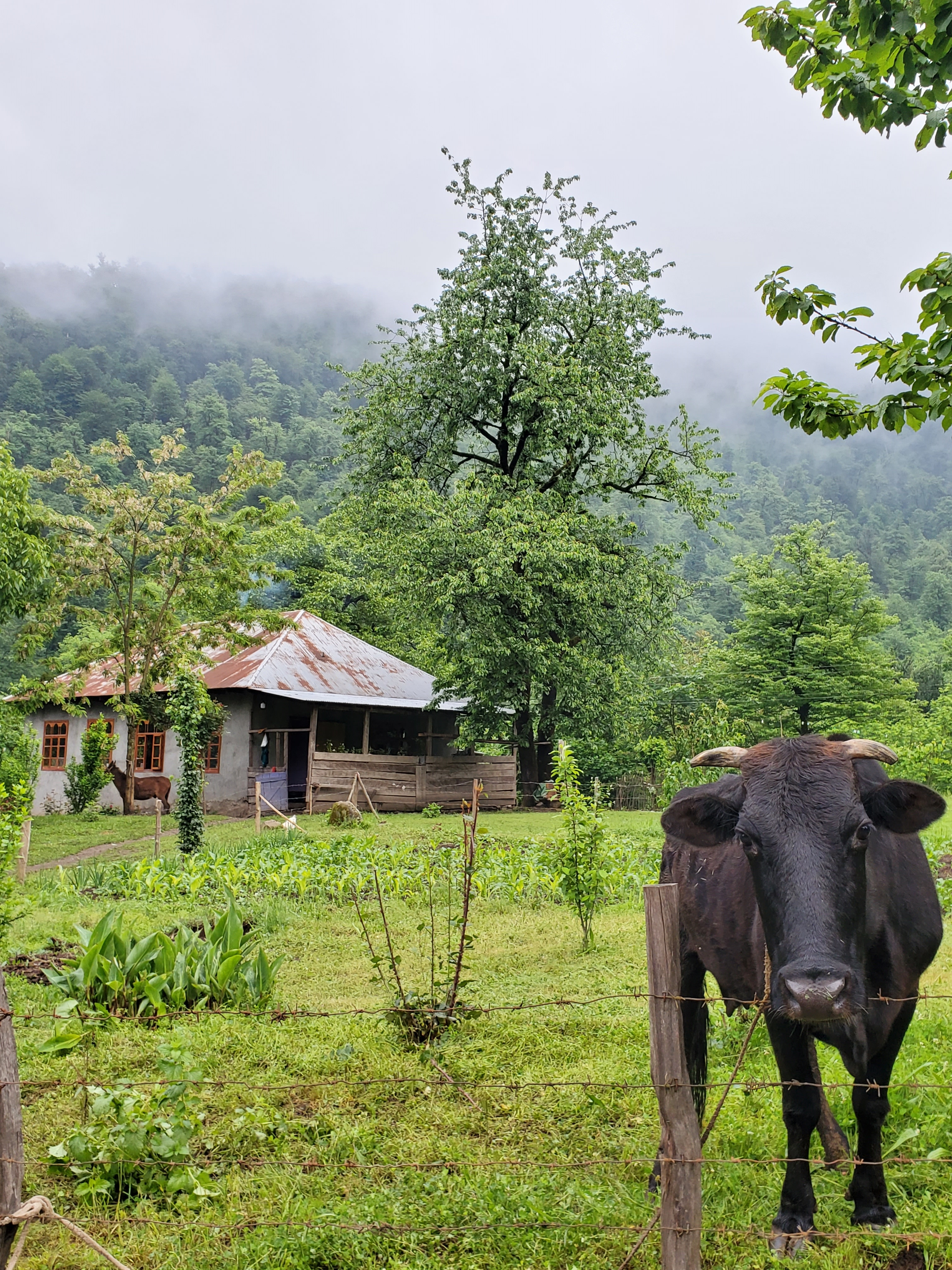
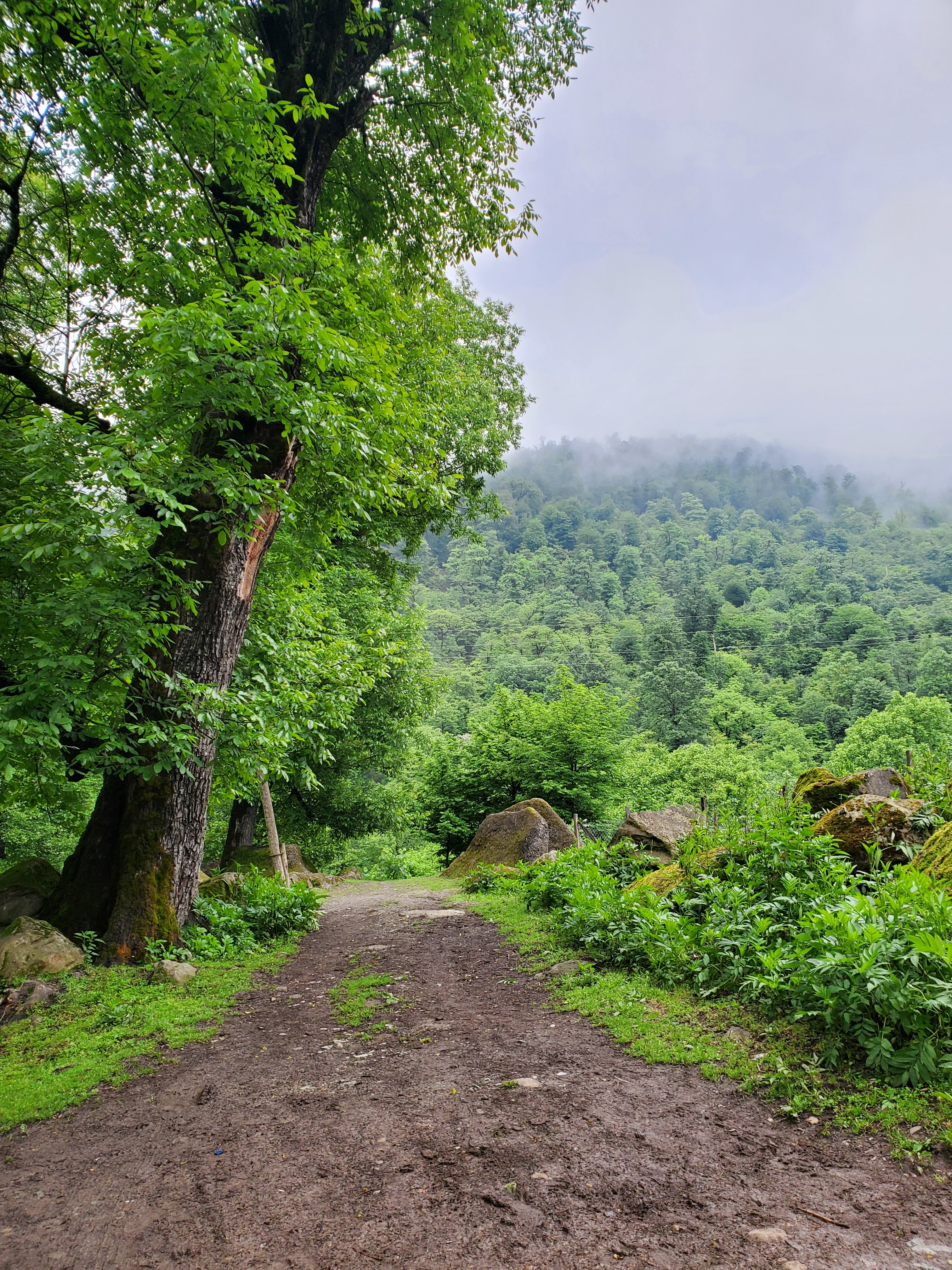
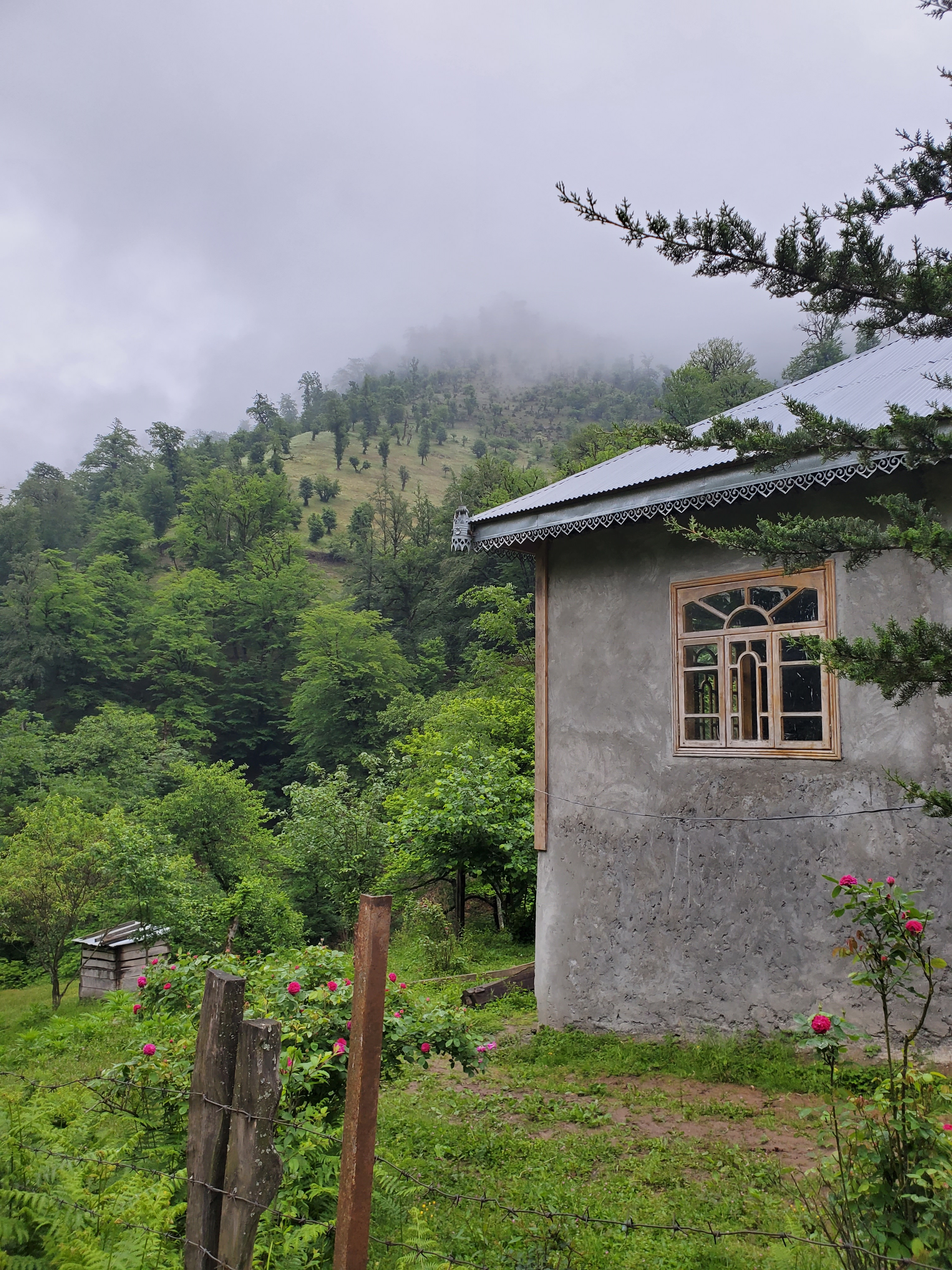
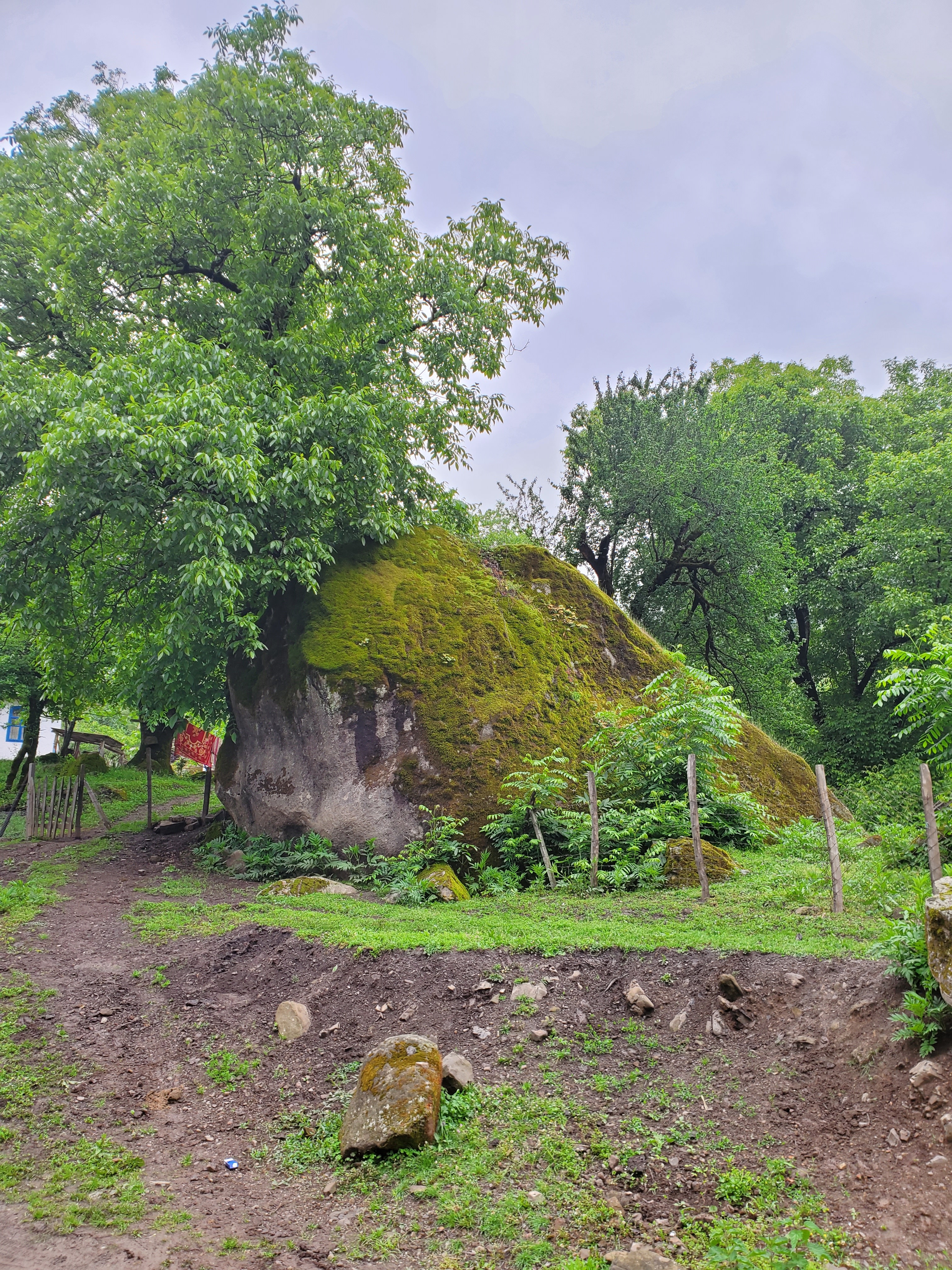
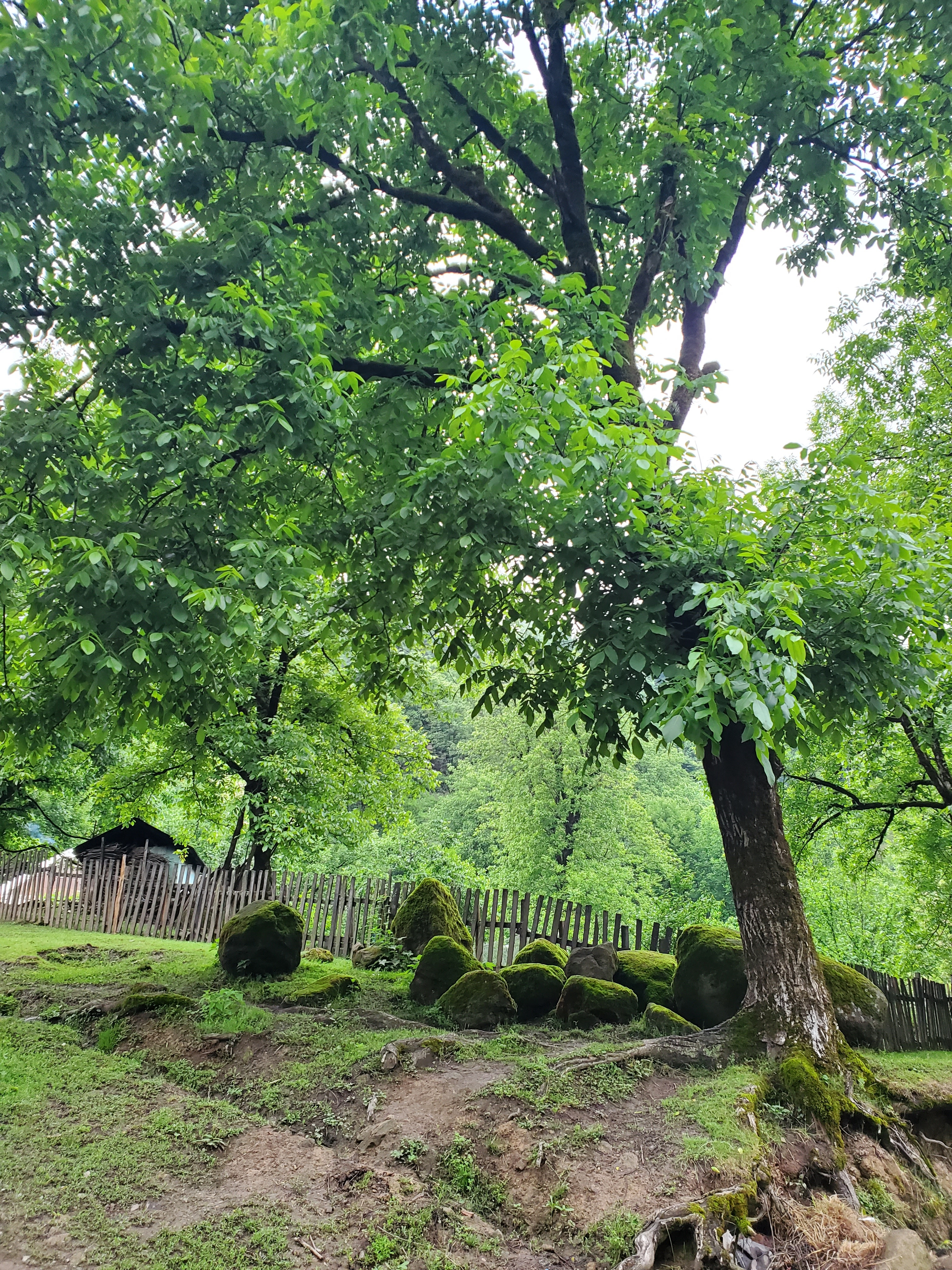
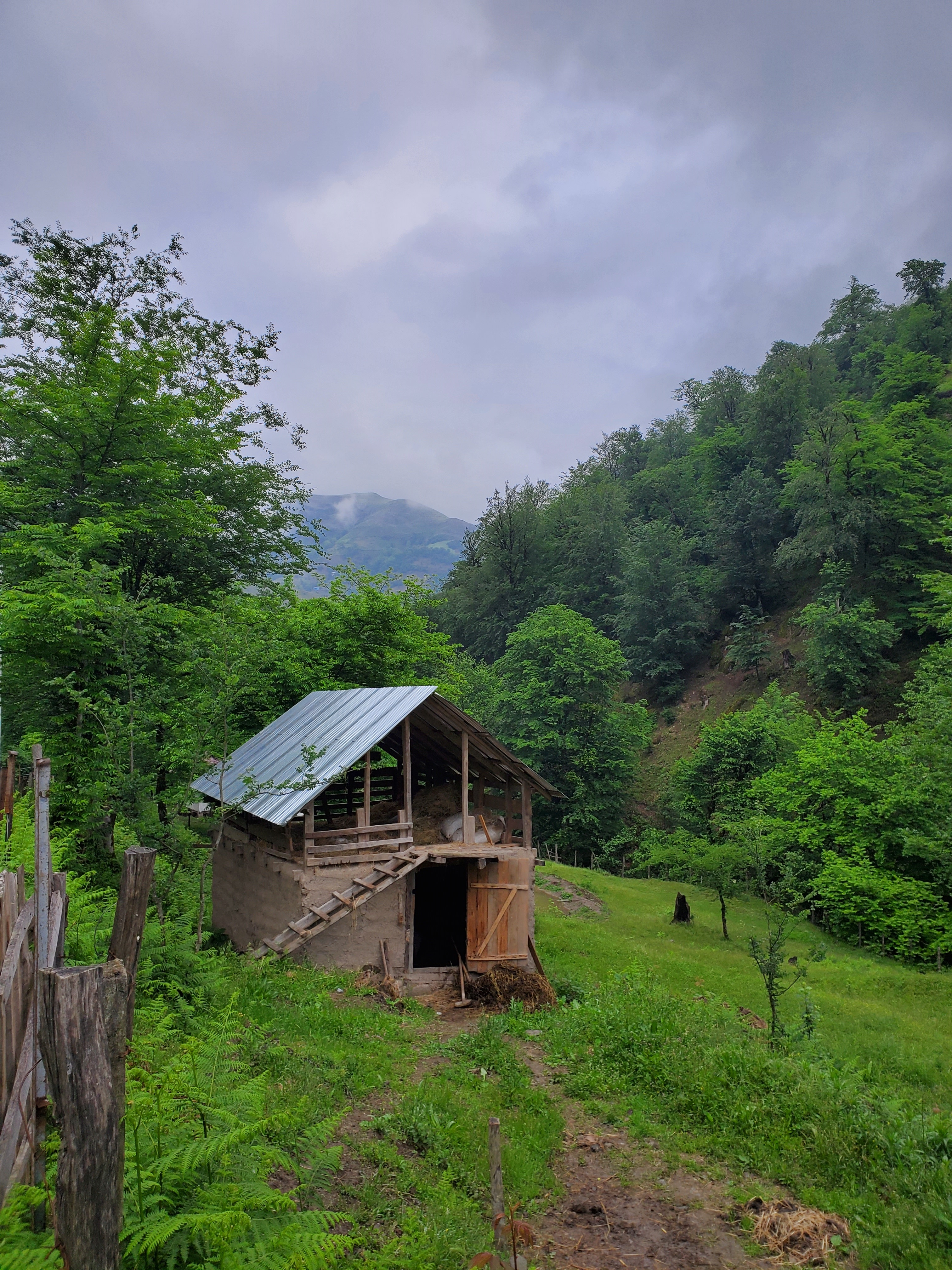
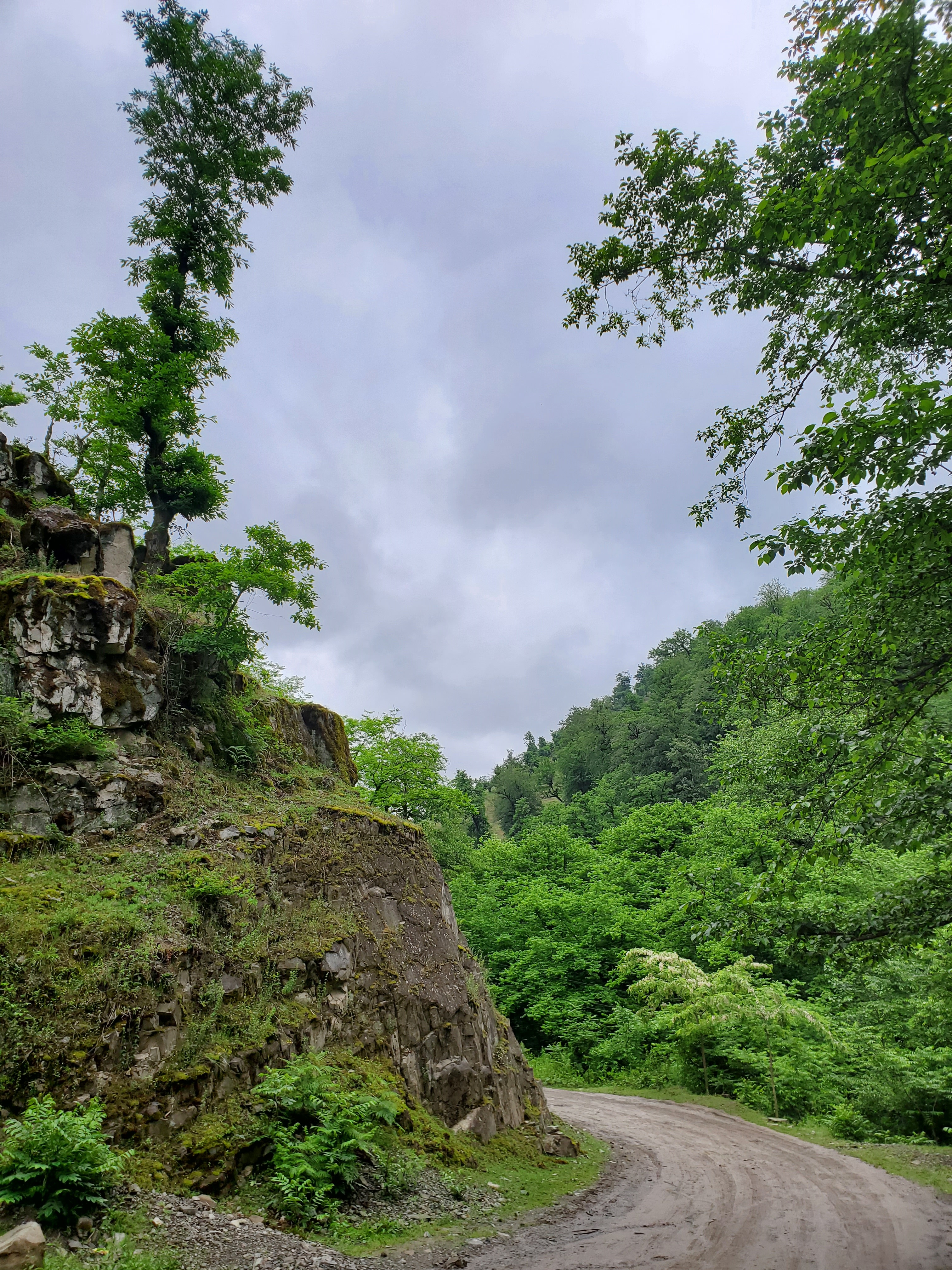
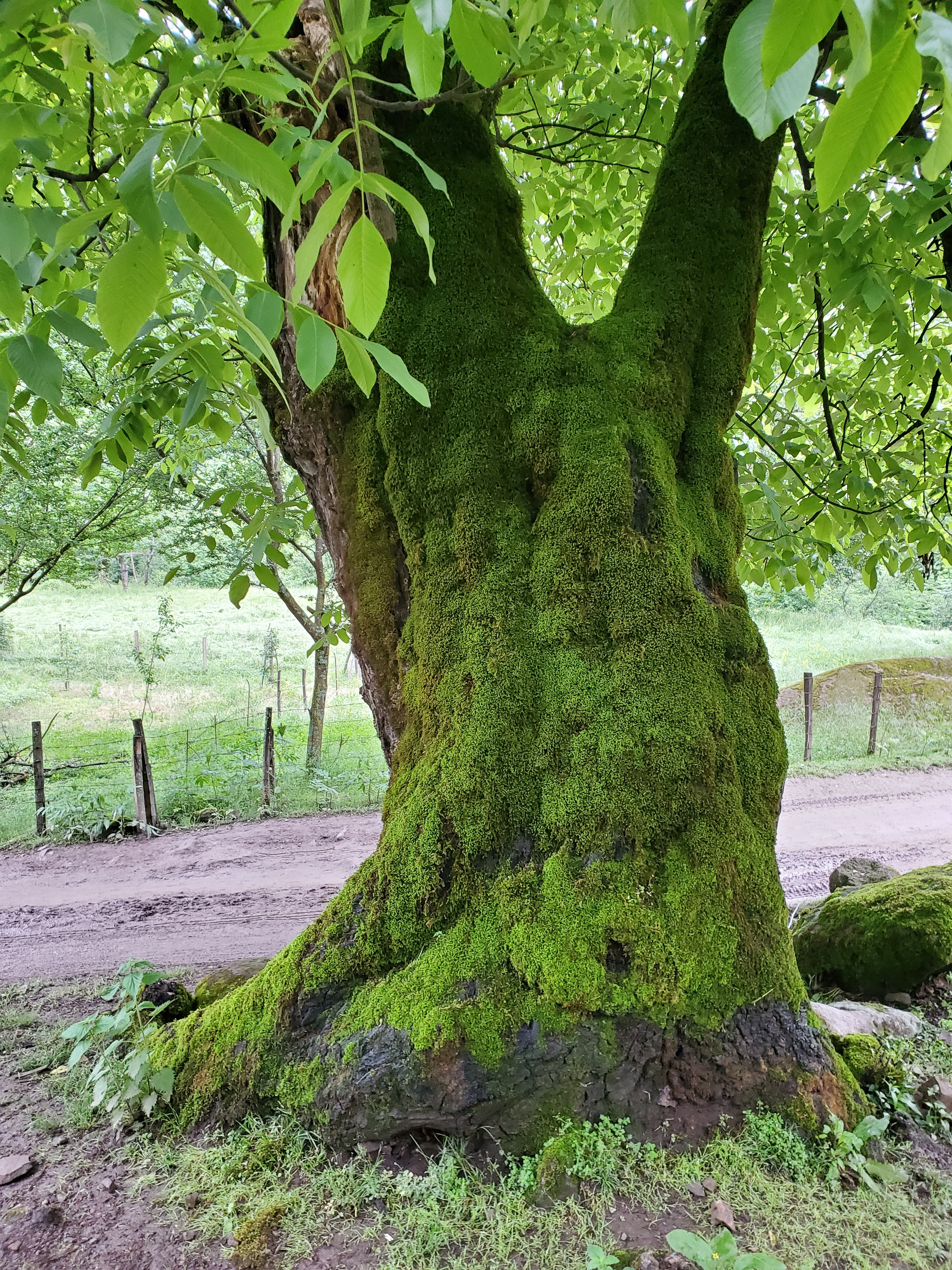